# Alouettes, le fil à la patte
Pour plus de détails, voir Fiche technique et Distribution.
Alouettes, le fil à la patte (Skrivánci na niti) est un film tchécoslovaque réalisé par Jiří Menzel. Tourné en 1969, il est interdit par le pouvoir de l'époque et ne sort qu'en 1990. Il fait partie de la sélection officielle à la Berlinale 1990, où il remporte l'Ours d'or.

## Synopsis
Au début des années 1950, des bourgeois sont envoyés dans une décharge de ferraille afin de perdre leurs vieux réflexes et être réhabilités selon les critères du régime communiste. Ils étaient médecin, philosophe, saxophoniste... Cependant rien ne les atteint et ils continuent dans une joyeuse nonchalance à s'entretenir du monde.

## Contexte
Le film est adapté d'une nouvelle de Bohumil Hrabal restée inédite. On en retrouve certains épisodes dans plusieurs récits du recueil Vends maison où je ne veux plus vivre. 
Le titre (d'après Menzel lui-même) est tiré du nom d'un jeu d'enfants cruel : on attache des morceaux de pain à un fil puis on les fait manger à des alouettes. Le titre met en évidence la portée politique du film, qui dénonce sur un mode humoristique la fausse liberté des Tchèques sous le régime socialiste.
Le film avait eu son avant-première en 1969, avant d'être interdit jusqu'en 1989.

## Fiche technique
- Titre : Alouettes, le fil à la patte
- Titre original : Skrivánci na niti
- Réalisation : Jiří Menzel
- Scénario : Jiří Menzel d'après Bohumil Hrabal
- Production : Karel Kochman
- Musique : Jirí Sust
- Photographie : Jaromír Sofr
- Montage : Jirina Lukesová
- Format : couleur — son mono
- Genre : comédie dramatique, romance
- Date de sortie :
  - Allemagne : février 1990 (Berlinale)

## Distribution
- Rudolf Hrušínský : Trustee
- Vlastimil Brodský : le professeur
- Václav Neckár : Pavel Hvezdár
- Jitka Zelenohorská : Jitka
- Jaroslav Satoranský : le garde Andel
- Vladimír Šmeral : le ministre
- Jiřina Štěpničková : la mère de Pavel

## Distinctions
- Ours d'or au festival de Berlin en 1990.